# Johnny Nash
Johnny Nash, född John Lester Nash, Jr. den 19 augusti 1940 i Houston, Texas, död 6 oktober 2020 i Houston, Texas, var en amerikansk sångare och låtskrivare. Han medverkade till att popularisera reggaen internationellt, inte minst med hiten "I Can See Clearly Now" från 1972. Till andra kända låtar hör "Hold Me Tight" (1968), "Stir It Up" (1972) och "Tears on My Pillow" (1975). Musiken han framförde var en blandning av reggae och soul.
Nash spelade i den svenska filmen Vill så gärna tro från 1971 av Gunnar Höglund.

## Diskografi
Studioalbum
- 1958 – Johnny Nash
- 1959 – I Got Rhythm
- 1959 – Quiet Hour
- 1960 – Let's Get Lost
- 1961 – Starring Johnny Nash
- 1964 – Composer's Choice
- 1968 – Hold Me Tight
- 1969 – Prince of Peace
- 1969 – Let's Go Dancing
- 1972 – Teardrops in the Rain
- 1972 – I Can See Clearly Now
- 1973 – My Merry-Go-Round
- 1974 – Celebrate Life
- 1975 – Tears on My Pillow
- 1977 – What a Wonderful World
- 1979 – Let's Go Dancing
- 1986 – Here Again

Samlingsalbum
- 1977 – Johnny Nash Collection
- 1979 – The Johnny Nash Album
- 1981 – Stir It Up
- 1993 – The Reggae Collection
- 1996 – The Best of Johnny